# José Juan Tablada

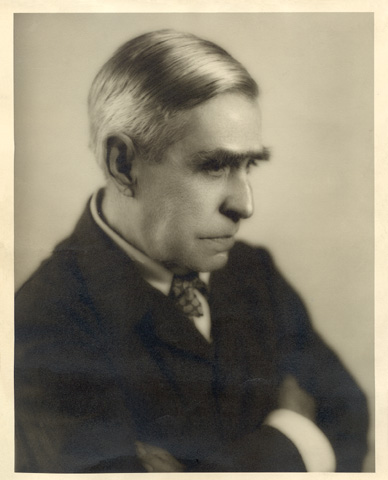
José Juan Tablada

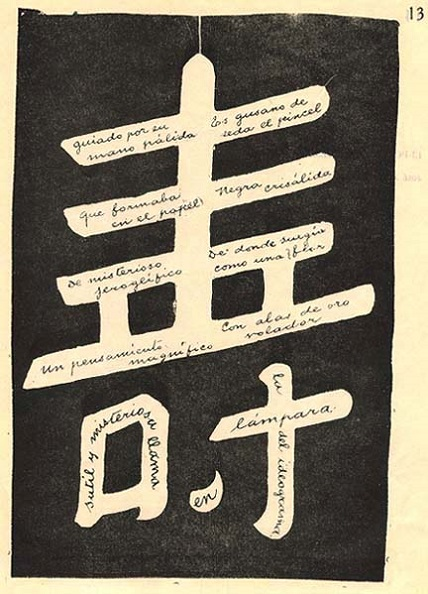
Aus dem Band zu Gedichten von Li Bai und anderen

José Juan Tablada (geboren 3. April 1871 in Mexiko-Stadt; gestorben 2. August 1945 in New York) war ein mexikanischer Poet, Essayist und Journalist.

## Leben und Werk
José Juan Tablada schrieb zwar auf Spanisch, aber viele seiner Gedichte modellierte er nach der Form japanischer Haiku. Diese neuartigen Gedichte hatten dann signifikanten Einfluss auf die lateinamerikanische Literatur. Tablada hatte im Jahr 1900 eine Reihe von Monaten als Korrespondent für das Literaturmagazin Vista Moderna in Japan gearbeitet. Nach seiner Rückkehr nach Mexiko publizierte er Gedichte, wobei seine Sammlung Un dia (1919) 38 „synthetische Gedichte“ enthält. Das Werk wurde als „das erste Buch mit Original-Haiku, geschrieben von einem Dichter außerhalb Japans“ gewürdigt.
Während der Mexikanischen Revolution verbrachte Tablada 1911 eine kurze Zeit in Paris. 1918 ernannte ihn der Präsident Venustiano Carranza zum Kulturattaché im Auswärtigen Dienst. Er war dann an verschiedenen Orten in Südamerika tätig, ließ sich dann in New York nieder, wo er eine Buchhandlung betrieb und die Zeitschrift Mexican Art and Life herausgab. Mitte der 30er Jahre kehrte er nach Mexiko zurück, wo er sich seinem literarischen Werk widmete. Er wurde 1945 zum Vizekonsul für New York ernannt, starb jedoch bald nach seiner Ankunft dort.
Während seiner Japanreise im Jahr 1900 interessierte Tablada sich nicht nur für Haiku, sondern auch für die japanische bildende Kunst, insbesondere für Ukiyo-e, in deren Ästhetik er eine plastische Interpretation der Natur sah. Das Ergebnis ist eine vom Werk des Holzschnittkünstlers Utagawa Hiroshige (1797–1858) inspirierte Gedichtsammlung: Hiroshigué: el pintor de la nieve, de la lluvia, de la noche y de la luna – „Hiroshige, der Maler des Schnees, des Regens, der Nacht und des Mondes“ (1914) und ein Buch, En el país del sol – „Im Land der Sonne“ (1919), das aus einer Auswahl seiner Artikel über japanische Themen im Laufe der Jahre besteht. Außerdem brachte er eine bedeutende Sammlung von Ukiyo-e-Drucken zurück, die sich jetzt in der Nationalbibliothek von Mexiko befinden.